# Les Campagnes de Napoléon
 (octobre 2012).
Si vous disposez d'ouvrages ou d'articles de référence ou si vous connaissez des sites web de qualité traitant du thème abordé ici, merci de compléter l'article en donnant les références utiles à sa vérifiabilité et en les liant à la section « Notes et références ».
Les Campagnes de Napoléon est un wargame de grande stratégie  développé par le studio français Ageod dont Philippe Thibaut (créateur des jeux historiques dont Europa Universalis et Pax Romana) à la suite du succès des jeux de stratégie historique Birth of America et American Civil War. Celui-ci a été dédié aux campagnes militaires napoléoniennes comprises entre 1805 et 1815.

## Synopsis
À la tête de l’Empire de France ou dans la peau des dirigeants des armées ennemis, il vous est possible de modifier le cours de l’histoire en résistant à Napoléon a vaincu ses ennemis ou en remportant des victoires et territoire jamais conquis. Une douzaine de scénarios retracent les plus grandes batailles : Austerlitz (1805), Trafalgar (1805), Iéna (1806), Friedland (1807), Danube (1809), Russie (1812), Allemagne (1813), France (1814), Waterloo (1815), Espagne (1808-1814) dont un scénario « whatif » sur l’invasion de l’Angleterre à partir du camp de Boulogne (1805).

## Moteur du jeu
Le moteur du jeu est une amélioration de Birth of America et American Civil War avec une IA plus poussée et performante prenant en compte le principe de leader.

## Système de jeu
La carte est découpée avec soin en petites régions ayant chacune des particularités propres, comme le type de terrain, les villes, les fortifications ou le réseau routier, théâtre d’une gestion tour par tour.
Le joueur se devra d’organiser ses corps d’armée, gérer les approvisionnements et le moral des troupes et choisir ses leaders. Le système de combat est complexe mais a pour but de s’adapter au mieux aux stratégies militaires napoléoniennes, comme les charges de cavalerie, les formations en carré, les ravitaillements. De nombreux autres paramètres sont pris en compte pour le bon déroulement des batailles, comme le terrain, la météo ou le moral national.
Le jeu propose plusieurs nations de jouables, plusieurs douzaines d’unité et pas moins de 1000 leaders. Chacun de vos généraux disposent des compétences différentes pour un panel de 70 compétences. Les détails historiques sont présents de telle sorte que chaque leader majeur est présenté et dont le portrait est reproduit à partir de dessins d’époques ou encore les explications sur cartes et lieux.

## Accueil
| Les Campagnes de Napoléon |      |       |
| Média                     | Pays | Notes |
| Jeuxvideo.com             | FR   | 11/20 |
| Joystick                  | FR   | 8/10  |